# Rushville (Nebraska)
Rushville település az Amerikai Egyesült Államok Nebraska államában, Sheridan megyében, melynek megyeszékhelye is. Lakosainak száma 816 fő (2020. április 1.).

## Népesség
A település népességének változása:

| 2010 | 890 |
| 2020 | 816 |